# William Cumin
William Cumin (auch Comyn, † um 1160) war ein anglonormannischer Geistlicher, Lordkanzler von Schottland und Fürstbischof von Durham.
Er entstammte der Familie Cumin und schlug eine Karriere als Kleriker ein. Er wurde von Geoffrey Rufus, Lordkanzler von England und Fürstbischofs von Durham, gefördert und dadurch 1125 Archidiakon von Worcester, England.
Im englischen Bürgerkrieg unterstützte er Kaiserin Mathilda gegen König Stephan. Kaiserin Mathilda war eine Nichte König Davids I. von Schottland, der Cumin 1136 zum Lordkanzler von Schottland ernannte. Als Kanzler war versuchte er zu Lasten König Stephans die nördlichen englischen Grafschaften für Schottland zu gewinnen. In der Standartenschlacht geriet er 1138 in englische Gefangenschaft, wurde aber kurz darauf freigelassen.
Als Geoffrey Rufus, Fürstbischof von Durham, 1141 starb, befand sich der größte Teil des Fürstbistums Durham unter der Kontrolle von König Davids I. Dieser versuchte deshalb durch die Einsetzung eines eigenen Kandidaten, das Bistum ganz für Schottland zu gewinnen. Cumin nahm den Posten des Fürstbischofs ein, wurde aber nie geweiht. Ab 1142 distanzierte sich König David von seinem ehemaligen Lordkanzler. Im März 1143 exkommunizierte Papst Innozenz II. Cumin und entzog ihm alle seine Pfründen. Im selben Jahr wurde im Münster von York William de Ste Barbe in kanonischer Wahl zum neuen Fürstbischof von Durham gewählt. Cumin genoss zu dieser Zeit die Unterstützung der örtlichen Magnaten Henry, Earl of Northumbria, und Alain, Earl of Richmond, und konnte seine Herrschaft in Durham zunächst behaupten. Erst im Oktober 1144 gab Cumin zugunsten seines Nachfolgers seine Ansprüche auf Durham auf und ging daraufhin nach Südostengland, wo ihm Gilbert Foliot, Abt von Gloucester Abbey, seinen Schutz gewährte. Dank der Fürsprache des Erzbischofs von Canterbury, Theobald von Bec, erteilte Papst Eugen III. ihm schließlich 1146 eine Absolution, 1152 erhielt Cumin einige seiner Pfründen zurück und 1157 wurde er wieder Archidiakon von Worcester. Wahrscheinlich starb er kurze Zeit später. 1161 wurde er nicht mehr als Archidiakon erwähnt.